# عزت حنفي
عزت حنفي (مواليد سنة 1963) هو تاجر أسلحة وتاجر مخدرات مصري، شكل مع شقيقه حمدان وآخرون عصابة إجرامية، استولوا على 280 فدان في جزيرة النخيلة التابعة لمركز أبوتيج بمحافظة أسيوط بمصر، وزرعوا عشرات الأفدنة بالمخدرات، وبعد عملية اقتحام كبيرة شنتها الشرطة المصرية على الجزيرة تم القبض عليه في 1 مارس 2004 وتم إعدامه هو وشقيقه في 18 يونيو 2006.

## العصابة
قامت عصابة باستقطاب الهاربين من أحكام في شتى محافظات الصعيد، واستولت على مئات الأفدنة في المنطقة لزراعتها بالمخدرات، وبلغت سطوتها في قيامها بتهديد بعض الصحفيين لمنعهم من متابعة الجرائم التي يرتكبونها والتي بلغ عدد ضحاياها خلال السنوات الخمس الأخيرة 103 قتيلاً، كما شملت تلك التهديدات عدداً من نواب البرلمان المصري 

## الاقتحام
بعد مقتل خمسة أشخاص في نزاع بين عائلتين في القرية قامت قوات الشرطة المصرية بحصارها لمدة 7 أيام، وقد قامت العصابة بأحتجاز عدد من الرهائن، ولكن في 1 مارس 2004 اقتحمت الشرطة الجزيرة في هجوم عنيف استخدمت فيه  أكثر من خمسين عربة مدرعة وستين زورقا نهريا وما يزيد على ثلاثة آلاف جندي وضابط من القوات الخاصة.
وقد قامت العصابات ببناء حصون لها في كافة أنحاء جزيرة النخيلة. بعدة أشكال: منها الأبراج، التي ترتفع أحيانا إلى خمسة طوابق، ومنها الدشم الحصينة التي بنيت من الطوب اللبن، الذي لا تستطيع طلقات الرصاص اختراقه، كما قاموا بحفر عدة خنادق تحت الأرض تمكنهم من إطلاق الرصاص على أي قوات مهاجمة.
وإضافة إلى هذه التحصينات، تمتلك العصابة كمية هائلة من الأسلحة والذخائر، تتدرج من المسدسات والبنادق العادية والآلية، إلى المدافع من طراز جيرنوف، التي يبلغ مداها أكثر من سبعة كيلومترات، وتطلق قذائف من عيار نصف بوصة. وتقدر الشرطة أعداد هذه المدافع في النخيلة بحوالي ثمانية مدافع وكان الممول الأساسى لهم هو أبو وردة 
وزيادة في التحصين، قامت عائلة أولاد علي حنفي بنصب اسطوانات غاز البوتاجاز على الأسوار وعلى جذوع النخيل توطئة لتفجيرها إذا ما أقدمت قوات الأمن على اقتحام مواقعهم، أما نهر النيل، فقد ملأوه بالأسلاك الشائكة والعوائق الصناعية حتى لا تتمكن الزوارق النهرية من الالتفاف حولهم وكان معهم رجال كثر
وأثناء الحصار تحدث عزت حنفي عبر الهاتف الجوال إلى إحدى القنوات الإخبارية العربية، وقال إن السلطات ترغب في التخلص منه على الرغم من أنه ساعدها من قبل خلال انتخابات مجلس الشعب. كما قال إنه ساعد السلطات في حربها ضد الإرهاب خلال التسعينات التي شهدت نشاطا كبيرا للجماعات الإسلامية في أسيوط والصعيد بشكل عام، وكذلك قال إنه قام بقتل أعداد كبيرة من الإرهابيين بناء على تكليفات من السلطات الأمنية، بل قال إنه حصل على أسلحة من الشرطة لإتمام هذه المهام.
وأسفر الاقتحام عن تحرير الرهائن سقوط 77 من أفراد العصابة في أيدي رجال الشرطة  وفي مقدمهم عزت حنفي الذي كان ينوي الانتحار بتناول السم. 

## الإعدام
تم تنفيذ حكم الإعدام في عزت حنفي وشقيقه حمدان في سجن برج العرب بالإسكندرية في الساعة السادسة من صباح يوم 18 يونيو 2006، وتم دفنهما في مسقط رأسهما في قرية النخيلة وسط حراسة أمنية مشددة.
وقد استوحت بعض الأعمال الفنية قصة حياة عزت حنفي مثل شخصية منصور في فيلم الجزيرة وشخصية مندور أبو الدهب في مسلسل حدائق الشيطان.